# 新莫斯科站
新莫斯科站（羅馬化：Novomoskovskaya）是一個莫斯科地鐵車站，位於索科利尼基線上，在2019年6月20日連同該線延伸段其餘車站一同啟用。
此站位於莫斯科西南新莫斯科行政區索申定居點的科穆納爾卡地區。

## 歷史
莫斯科市政府起初只計劃將路線延長至菲拉托夫草地一帶，但2016年2月市政府宣佈延長至斯托爾波沃。起初費用為約450億盧布。2017年7月，市政府確定延長段繼續推進，容許工程繼續進行。
2017年3月，市政府開始在車站預定地整地方便進行工程。
車站的工程名是斯托爾波沃。這一個名稱來自舊村莊斯托爾波沃，但在莫斯科州部份併入莫斯科市後成為現時的定居點。
2024年7月3日改为现名。

## 設計
该站位於高速公路與莫斯科環城公路奧斯塔夫耶沃國際機場段的交叉點上。此站設有兩個大堂，其中一個將通道地下行人通道橫跨出入口，另一個將前往特罗伊茨克線上的車站。